# Inno (liturgia)
Nella liturgia cristiana, un inno è una composizione musicale destinata al canto a lode di Dio e dei santi. Generalmente l'inno è in versi, ma sono ritenuti inni anche testi in prosa, come il Gloria in excelsis Deo e il Trisagio angelico.

## Storia
Il canto degli inni è già presente ai tempi apostolici, come testimoniano Colossesi 3, 16 ed Efesini 5, 19.
Nella Chiesa greca, Ieroteo il Tesmoteta (I secolo) è tradizionalmente ritenuto il primo compositore di inni. Nella Chiesa latina il primo a comporre inni liturgici fu Ilario di Poitiers. Ad Alessandria Clemente compose un inno destinato ad essere cantato in chiesa. A Milano Ambrogio si distinse come innografo: buona parte degli inni del breviario si debbono ad Ambrogio e al poeta Prudenzio, tanto che nella sua Regola, Benedetto da Norcia chiama l'inno semplicemente ambrosianus. 
Forse come reazione all'introduzione di alcuni inni ariani, nel 563 il Concilio di Braga vietò nell'ufficio il canto degli inni e di ogni altra composizione, permettendo solo i salmi e i cantici tratti dalla Sacra Scrittura. Si trattò comunque di una disciplina limitata nel tempo e nello spazio, perché già nella stessa epoca il concilio di Tours del 567 e il concilio di Toledo del 633 considerano gli inni parte integrante dell'ufficio divino.
A Roma gli inni devono essere stati introdotti molto più tardi, perché non se ne trova menzione per tutto l'XI secolo e si pensa che siano entrati nell'uso nel XII secolo. Nel rito gallicano gli inni trovano un posto molto limitato: nel rito lionese sono presenti solo alla compieta e nella Settimana Santa, nel Breviario parigino del 1492 invece non compare neppure un inno.  
Sotto papa Urbano VIII gli inni furono rivisti e corretti per conferire loro la purezza della lingua e del metro.

## Uso
Nel Breviario romano gli inni si cantano in tutte le ore, eccetto nel periodo che va dal Triduo pasquale fino a tutta l'ottava di Pasqua. Non si cantano inni neppure nell'ufficio dei defunti.
A norma del Caeremoniale Episcoporum, quando l'inno incomincia con l'invocazione di Dio o del Signore, il celebrante alza le mani e poi le unisce e fa un inchino verso l'altare.
Oltre al breviario gli inni sono usati nella Messa (Gloria in excelsis Deo, Trisagio angelico), nell'adorazione eucaristica (Pange lingua). Anche le sequenze sono un tipo particolare di inni. 
Con la riforma liturgica di papa Paolo VI gli inni sono stati conservati nella liturgia delle ore, anche se le traduzioni non eguagliano la bellezza delle composizioni antiche. 
(Principii e Norme per la Liturgia delle Ore, n. 173)

## Inni del breviario romano
Il breviario romano del 1960 contiene i seguenti inni:
- Ad regias Agni dapes
- Æterna cæli gloria
- Æterna Christi munera
- Æterna Imago Altissimi
- Æterne Rector siderum
- Æterne rerum Conditor
- Æterne Rex altissime
- Ales diei nuntius
- Alto ex Olympi vertice
- Antra deserti teneris
- A solis ortu cardina
- Athleta Christi nobilis
- Auctor beate sæculi
- Audi benigne Conditor
- Audit tyrannus anxius
- Aurora cælum purpurat
- Aurora iam spargit polum
- Aurora soli prævia
- Aurora, solis nuntia
- Ave, maris stella
- Beata cæli gaudia
- Beata nobis gaudia
- Beate Pastor, Petre
- Bella dum late furerent
- Cælestis Agni nuptias
- Cælestis aulæ Nuntius
- Cælestis urbs Ierusalem
- Cæli Deus sanctissime
- Cælitum Ioseph, decus
- Cælo Redemptor prætulit
- Christe, sanctorum...Angelus nostræ
- Christe, sanctorum...Angelus pacis
- Christo profusum
- Consors paterni luminis
- Cor, arca legem continens
- Corpus domas ieiuniis
- Creator alme siderum
- Crudelis Herodes, Deum
- Custodes hominum
- Decora lex æternitas
- Deus, tuorum militum
- Domare cordis impetus
- Dum, nocte pulsa
- Ecce iam noctis
- Egregie Doctor, Paule
- En clara vox redarguit
- En, ut superba criminum
- Ex more docti mystico
- Exsultet orbis gaudiis
- Festivis resonent compita
- Fortem virili pectore
- Gentis Polonæ gloria
- Hæc est dies, qua candide
- Hominis superne Conditor
- Huius oratu, Deus
- Iam Christus astra
- Iam lucis orto sidere
- Iam morte, victor
- Iam sol recedit igneus
- Iam toto subitus vesper
- Iesu, corona celsior
- Iesu, corona Virginum
- Iesu, decus angelicum
- Iesu, dulcis memoria
- Iesu, Redemptor omnium. Perpes
- Iesu, Redemptor omnium. Quem
- Iesu, Rex admirabilis
- Immense cæli Conditor
- Inclitos Christi famulos
- In monte olivis
- Invicte Martyr, unicum
- Ira iusta Conditoris
- Iste Confessor Domini
- Iste, quem læti colimus
- Lucis Creator optime
- Lustra sex qui iam
- Lux alma, Iesu, mentium
- Lux ecce surgit aurea
- Lux o decora patriæ
- Magnæ Deus potentiæ
- Maria castis oculis
- Martinæ celebri plaudite
- Martyr Dei Venantius
- Matris sub almæ nomine
- Memento rerum Conditor
- Nobiles Christi famulas
- Nocte surgentes
- Nox atra rerum contigit
- Nox, et tenebræ
- Nullis te genitor
- Nunc, Sancte nobis
- O gente felix hospita
- O gloriosa virginum
- O lux beata cælitum
- Omnis expertem maculæ
- O nimis felix
- Opes decusque regium
- O prima, Virgo, prodita
- O quot undis lacrimarum
- O sola magnarum urbium
- O sol salutis, intimis
- Pange, lingua, gloriosi Corporis
- Pange, lingua, gloriosi Lauream
- Paschale mundo
- Pater superni luminis
- Placare, Christe, servulis...Et vos
- Placare, Christe, servulis...Nobis
- Plenis resultet vocibus
- Præclara custos Virginum
- Primo die, quo Trinitas
- Quem terra, pontus
- Quicumque Christum
- Quodcumque in orbe
- Rector potens verax
- Regali solio fortis
- Regis superni nuntia
- Rerum Creator optime
- Rerum, Deus, tenax
- Rerum supremo in vertice
- Rex gloriose Martyrum
- Rex sempiterne cælitum
- Sacra iam splendent
- Sacris solemniis
- Salutis æternæ dator
- Salutis humanæ Sator
- Salvete Christi vulnera
- Salvete, flores Martyrum
- Sanctorum meritis
- Sedibus cæli nitidis
- Si, Lege prisca fortitur
- Sic patres vitam peragunt
- Solis, o Virgo, radiis
- Somno refectis artubus
- Splendor paternæ gloriæ
- Summæ Deus clementiæ
- Summæ Parens clementiæ...Da
- Summæ Parens clementiæ...Nostros
- Summi Parentis Unice
- Surge! Iam terris fera
- Te deprecante, corporum
- Te Deum laudamus
- Te dicimus præconio
- Te gestientem gaudiis
- Te, Ioseph, celebrent
- Telluris alme Conditor
- Te lucis ante terminum
- Te, Mater alma Numinis
- Te, pater Ioseph, opifex
- Te sæculorum Principem
- Te, splendor et virtus Patris
- Tu natale solum
- Tu, Trinitatis Unitas...Nam
- Tu, Trinitatis Unitas...Ortus
- Tristes erant Apostoli
- Tu Trinitatis Unitas
- Ut queant laxis
- Veni, Creator Spiritus
- Verbum supernum prodiens
- Vexilla Christus inclita
- Vexilla Regis...Hoc Passionis tempore
- Virginis Proles...Hæc
- Virginis Proles...Huius
- Vox sonat Sponsi